# Hochstein (Lawalde)
Der Hochstein (obersorbisch Rubježny hród) ist ein 540,5 m ü. NHN hoher Berg bei Kleindehsa in der Gemeinde Lawalde im sächsischen Landkreis Görlitz. Er ist die östlichste Erhebung der Czornebohkette im Oberlausitzer Bergland.
An den Gipfelklippen, welche als Naturdenkmale unter Schutz stehen, zeigt sich der Zweiglimmergranodiorit, aus welchem der Berg besteht.

## Wallanlage
Eine vorgeschichtliche Wallanlage umschließt die bis zu zehn Meter hohen Gipfelklippen. In der Wallanlage vermutete Karl Benjamin Preusker 1841 einen heidnischen Opferplatz. Archäologische Untersuchungen um 1900 erbrachten eine slawische bzw. mittelalterliche Nutzung. Die Frage nach der Funktion der Anlage konnte nicht geklärt werden. Um 1350 sollen die Felsen einer Räuberbande als Versteck gedient haben, weswegen der Ort auf alten Karten auch Raubschloss genannt wurde und im Sorbischen bis heute so heißt.

## Wanderwege
Der mit einem blauen Punkt markierte Kammweg führt von Kleindehsa nach Großpostwitz. Er ist ein Teilstück des Fernwanderweges Wanderweg der Deutschen Einheit von Görlitz nach Aachen.
Südlich des Gipfels verläuft der Kriegsweg, er erhielt diesen Namen im Siebenjährigen Krieg, nachdem in der Nacht zum 14. Oktober 1758 österreichische Truppen in diesem Bereich den Kamm der nördlichsten Bergkette des Lausitzer Berglands von Süden nach Norden überquerten, um die Preußen zu attackieren (→ Schlacht bei Hochkirch).
Ein Wanderweg am Südhang des Hochsteins von Halbau aus trägt den Namen Polenzweg in Erinnerung an den Dichter Wilhelm von Polenz, dessen Lieblingsberg der Hochstein gewesen sein soll.

Felsformationen auf dem Hochstein-Gipfel
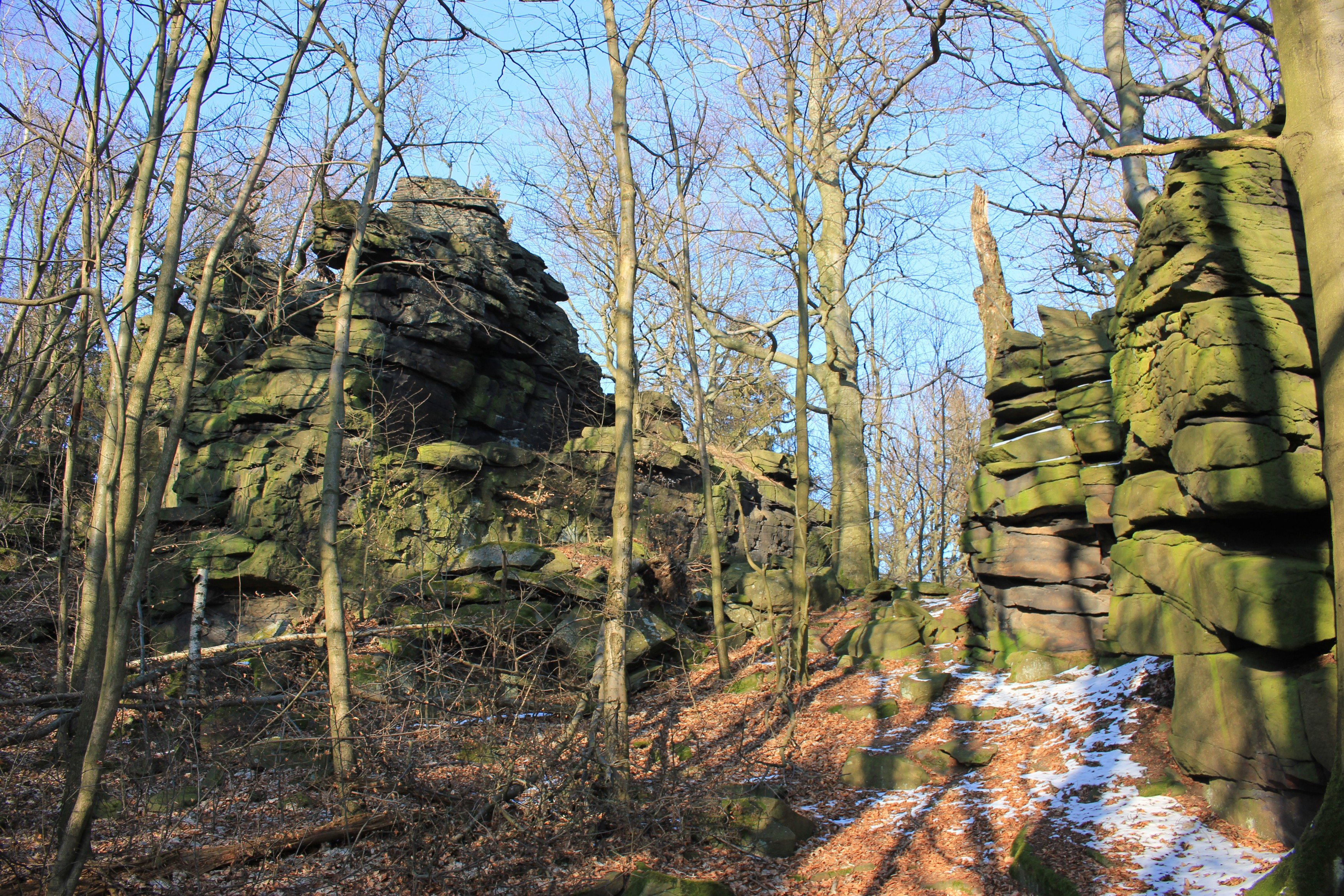
Ansicht von Süden
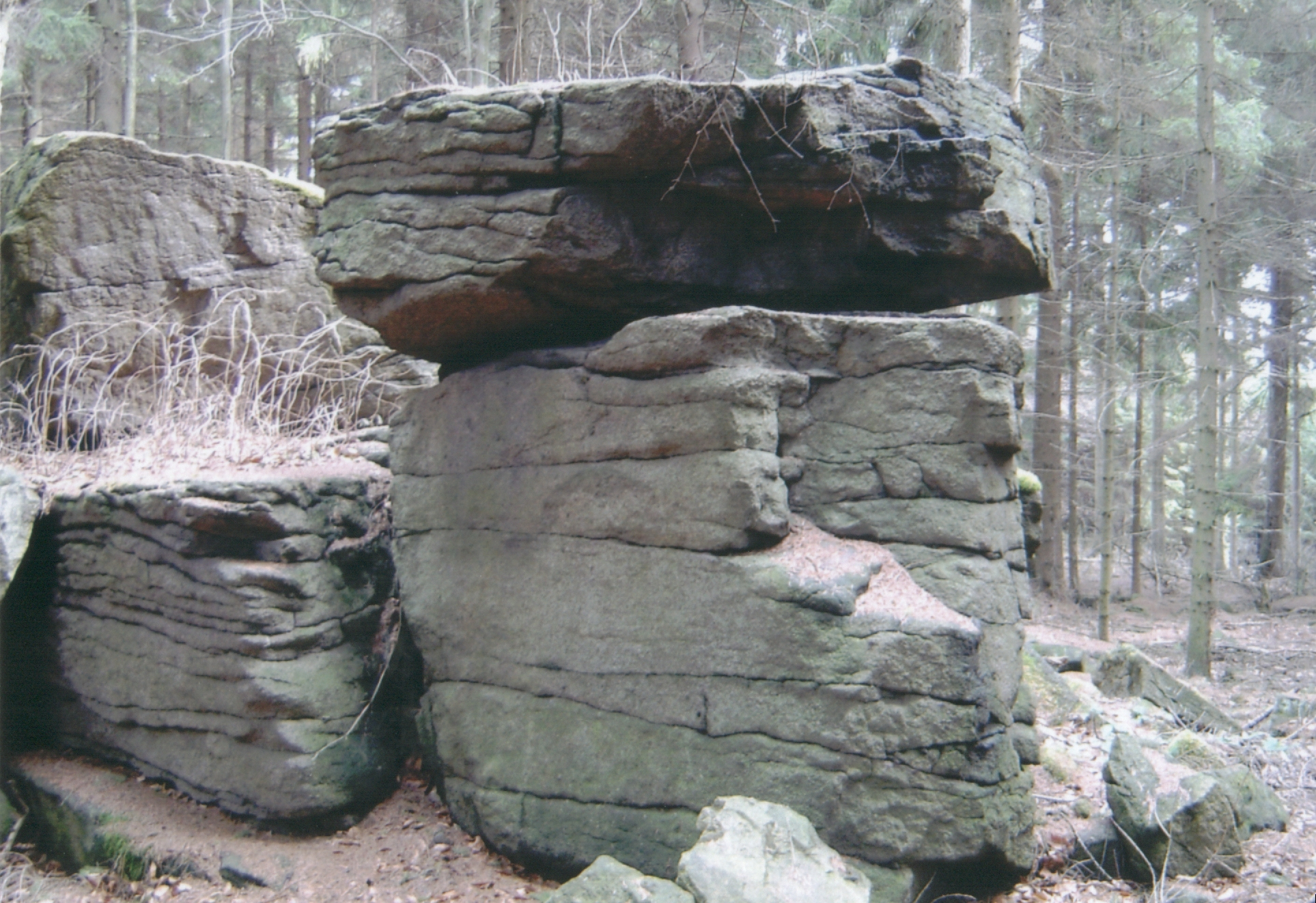
Felsformation am Hochstein
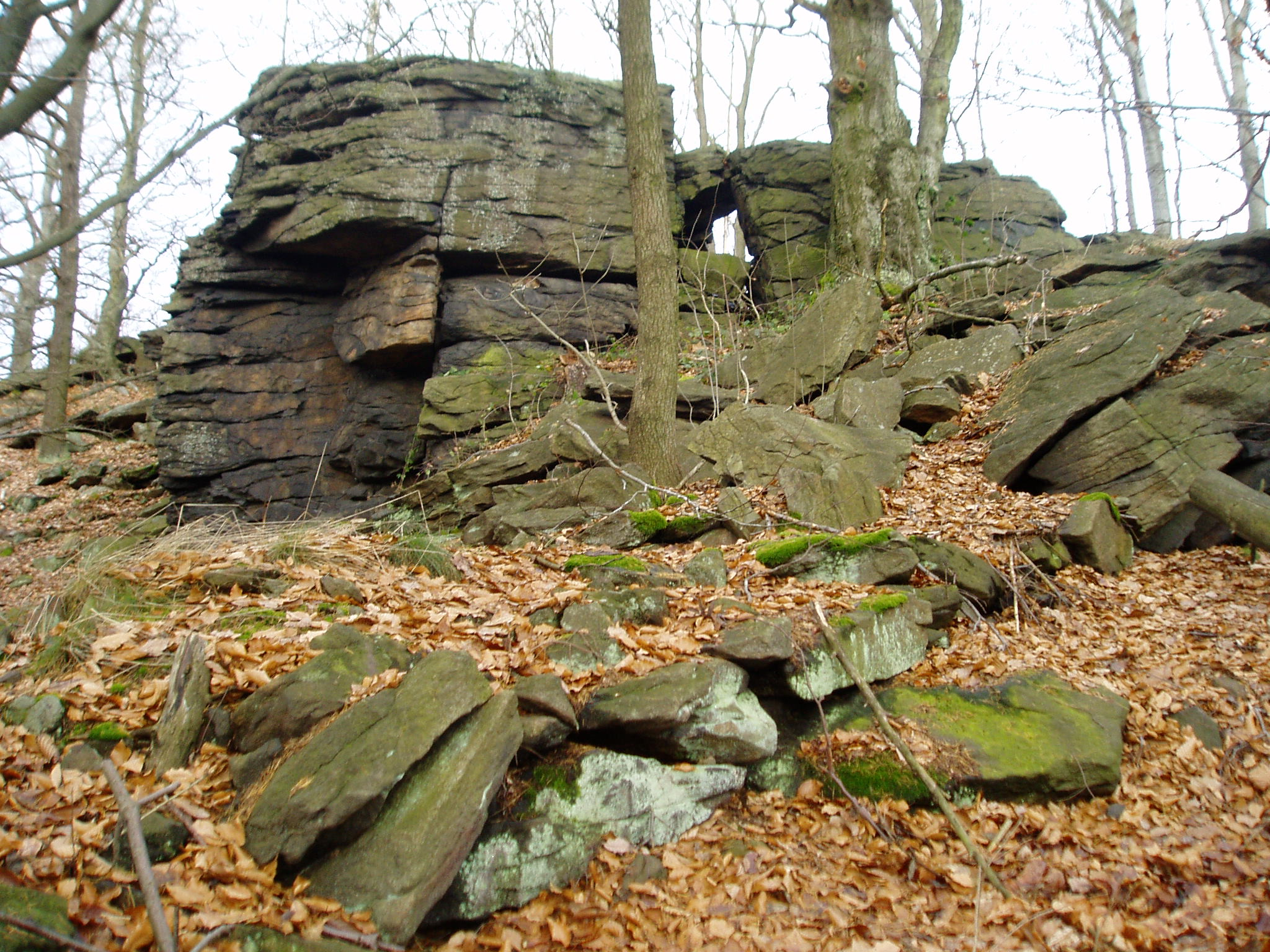
Hochstein Felsentor und Ringwallrest im Vordergrund